# John Aloisi
John Aloisi (Adelaida, 5 de febrero de 1976) es un exfutbolista australiano con nacionalidad italiana que jugaba como delantero y que actualmente es entrenador. Su hermano mayor Ross también fue futbolista. Dirige desde 2021 al Western United FC.

## Trayectoria

### Futbolistas
Formado en la cantera del Adelaide City, en la temporada 1991-1992 con apenas 16 años Aloisi jugó su primer partido en la A-League, ganando dicho título y la Copa de Australia. Finalizada la temporada inició su carrera deportiva en Europa tras fichar por el Standard Lieja (Primera División de Bélgica), para posteriormente en verano de 1993 recalar en el R. Antwerp F.C. (Primera División de Bélgica).
Dejó Bélgica para firmar en noviembre de 1995 con la U.S. Cremonese (Serie A), siendo debut en la competición contra el C. Padova donde anotó el primer gol de la victoria 2-1 del club Grigiorossi. Pese al descenso a la Serie B, Aloisi siguió en el club.
En la temporada 1997-1998, junto varios compañeros de la Selección de Australia, fue fichado por el ex-seleccionador Terry Venables, dueño del Portsmouth F.C. (English Football League Championship). Aunque la temporada finalizó evitando el descenso en la última jornada y el arranque de la siguiente no fue bueno, Aloisi fue traspasado en diciembre a Coventry City F.C. (Premier League), donde permaneció hasta la temporada 2000-2001 anotando 10 goles en 42 partidos disputados.
Tras el descenso de los Sky Blues, abandonó Inglaterra para fichar por el C.At. Osasuna (1.ª División) tras el pago de 330 000 000 (trescientos treinta millones) de pesetas, siendo su debut el 26 de agosto de 2001 en la derrota 0-3 frente al R.C. Celta de Vigo. A lo largo de las cuatro temporadas que jugó en el conjunto rojillo Aloisi acumuló 34 goles en 132 partidos, siendo el más importante el que anotó en la final de la Copa del Rey de 2005 frente al Real Betis B.. Este gol, al rematar de cabeza un centro de Ludovic Delporte, significó el empate en el minuto 82, aunque finalmente el equipo verdiblanco se impuso en la prórroga. Curiosamente, la final fue su último partido como jugador osasunista al no ofrecerle el club la renovación.
En verano de 2005, firmó por el recién ascendido Deportivo Alavés (1.ª División), donde acabó la temporada como Pichichi del equipo (10 goles) y descendiendo en el último minuto de la liga cuando Ferrán Corominas anotó el gol de la victoria del R.C.D. Español frente a la Real Sociedad de Fútbol que condenaba a los albiazules. En la siguiente temporada el equipo quedó lejos del objetivo de ascenso y la caótica situación del club llevó a Aloisi a abandonarlo al finalizar su contrato.
Su salida del fútbol español le permitió volver a Australia para afrontar su última etapa en su carrera. Primero, jugó la temporada 2007-2008 en las filas del Central Coast Mariners F.C. (A-League) donde consiguió su segundo título liguero. Posteriormente, entre 2008 y 2010 defendió la camiseta del Sydney F.C. (A-League), para finalmente jugar su última temporada en activo en el Melbourne Heart F.C. (A-League).

### Entrenador
Tras colgar las botas se hizo cargo del equipo juvenil del Melbourne Heart F.C., club donde se había retirado. En la temporada 2012-2013 se hizo cargo del primer equipo, que jugaba la A-League, puesto que conservó hasta ser cesado el 28 de diciembre de 2013.
En febrero de 2015 se hizo cargo del juvenil del Melbourne Victory F.C., abandonando el cargo en mayo del mismo año para hacerse cargo del Brisbane Roar F.C. (A-League), donde continuó tras ser renovado en 2017. En diciembre de 2018 fue cesado del cargo
En julio de 2021, Aloisi fue nombrado entrenador en jefe de Western United FC, firmando un contrato de dos años.
En mayo de 2022, Aloisi guio al Western United al título de la A-League 2021-22 con una victoria por 2-0 sobre el vigente campeón, el Melbourne City. Esta victoria convirtió al Western United en el segundo equipo de expansión en ganar la A-League, el primer equipo en triunfar en su primera final desde el Brisbane Roar en 2011.

## Selección nacional

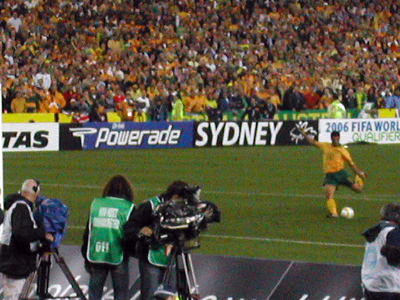
John Aloisi tomando el penal decisivo en la definición intercontinental ante Uruguay, el cual dio la clasificación a Australia a la Copa Mundial de 2006.

Ha sido internacional con la selección de fútbol de Australia en 35 ocasiones, marcado un total de 21 goles. Con los socceros ha participado en varias Copas Confederaciones (Francia 1997, Corea y Japón 2001, Alemania 2005), en los Juegos Olímpicos de Atenas 2004, en la Copa Asiática 2007 y en el mundial de Alemania 2006. Esta última competición es especial para el jugador ya que marcó el penalti decisivo frente a Uruguay para obtener la clasificación para un Mundial por primera vez desde 1974.

### Participaciones en torneos internacionales
| Campeonato                      | Sede                                    | Resultado        | Partidos | Goles |
| ------------------------------- | --------------------------------------- | ---------------- | -------- | ----- |
| Copa Confederaciones 1997       | Arabia Saudita                          | Subcampeón       | 4        | 1     |
| Copa Confederaciones 2001       | Corea del Sur y Japón                   | Tercer lugar     | 2        | 0     |
| Juegos Olímpicos de Atenas 2004 | Atenas                                  | Cuartos de final | 4        | 3     |
| Copa Confederaciones 2005       | Alemania                                | Primera fase     | 3        | 4     |
| Copa Mundial de Fútbol de 2006  | Alemania                                | Octavos de final | 4        | 1     |
| Copa Asiática 2007              | Indonesia, Malasia, Tailandia y Vietnam | Cuartos de final | 4        | 1     |

## Clubes

### Jugador
- Adelaide City 1991-1992
- Standard de Lieja 1992-1993
- R. Antwerp FC 1993-1995
- Cremonese 1995-1997
- Portsmouth FC 1997-1998
- Coventry City FC 1998-2001
- Osasuna 2001-2005
- Deportivo Alavés 2005-2007
- Central Coast Mariners FC 2007-2008
- Sydney FC 2008-2010
- Melbourne Heart FC 2010-2011

### Entrenador
- Melbourne Heart FC juvenil 2011-2012
- Melbourne Heart FC 2012-2013
- Melbourne Victory FC juvenil 2015
- Brisbane Roar FC 2015–2018
- Western United FC 2021–

## Títulos

### Campeonatos nacionales
- 1 Liga Australiana (Adelaide City  1992)
- 1 Liga Australiana (Central Coast Mariners F.C.  2008)
- 1 Copa de Australia (Adelaide City  1992)

### Distinciones individuales
- Bota de bronce en la Copa Confederaciones 2005 - 2005

### Entrenador
Western United
- A-League: A-League 2021-22